# The Bikeriders
The Bikeriders (titulada: Bikeriders: La ley del asfalto en España y El club de los vándalos en Hispanoamérica) es una película dramática criminal estadounidense de 2023 escrita y dirigida por Jeff Nichols. Cuenta la historia de como se fundó el MC "outlaws" inspirada en el fotolibro de 1967 del mismo nombre de Danny Lyon (aún se imprime una edición facsímil de la publicación de Aperture) y es protagonizada por un elenco que incluye a Jodie Comer, Austin Butler, Tom Hardy, Michael Shannon, Mike Faist y Norman Reedus. La película se estrenó en el 50.º Festival de Cine de Telluride el 31 de agosto de 2023 y se estrenó en cines el 21 de junio de 2024.

## Premisa
Kathy, una tenaz miembro de los Vandals que está casada con un motociclista salvaje e imprudente llamado Benny, relata la evolución de los Vandals a lo largo de una década, comenzando como un club local de forasteros unidos por buenos tiempos, motocicletas ruidosas y respeto por su fuerte y firme líder Johnny.
A lo largo de los años, Kathy hace todo lo posible para navegar por la naturaleza indómita de su marido y su lealtad hacia Johnny, con quien siente que debe competir por la atención de Benny. A medida que la vida en los Vandals se vuelve más peligrosa y el club amenaza con convertirse en una pandilla más siniestra, Kathy, Benny y Johnny se ven obligados a tomar decisiones sobre su lealtad hacia el club y hacia los demás.

## Argumento
En 1965, Kathy Bauer conoce a Benny Cross, un miembro impulsivo del Club de Motociclistas Vandals, con sede en Chicago, y se casa con él tan solo cinco semanas después. El estudiante de fotografía Danny Lyon viaja con los Vandals y los entrevista. Kathy le cuenta que el fundador, Johnny Davis, se inspiró para crear el club después de ver a Marlon Brando en "Salvaje". El liderazgo de Johnny se ve cuestionado cuando rechaza la sugerencia de un Vandal de permitir la formación de nuevas secciones. Se enzarzan en una pelea a puñetazos que Johnny gana. Él restablece su autoridad, pero concede permiso para expandir el club de todos modos. Nuevas secciones comienzan a formarse en todo el Medio Oeste de Estados Unidos.
En 1969, Benny es atacado por dos hombres en un bar por llevar sus colores. Durante el altercado, casi le corta el pie con una pala.  Johnny obliga al dueño a dar los nombres de los hombres y ordena a sus hombres que incendien el bar. Mientras Benny se recupera de una cirugía, Johnny lo presiona para que asista a una concentración de motociclistas antes de que se recupere por completo, ante la objeción de Kathy. Johnny le ofrece a Benny el liderazgo del club cuando finalmente renuncie, pero Benny lo rechaza.
Un delincuente de 20 años conocido como "el Chico" le pide a Johnny que le permita a él y a su club de motociclistas unirse a los Vándalos. Johnny inicialmente los rechaza, pero decide poner a prueba al Chico permitiéndole unirse solo a él. Cuando expresa su disposición a abandonar a sus amigos, Johnny lo rechaza. El Chico ataca a Johnny con un cuchillo, pero Johnny lo golpea y le advierte que no regrese.
En 1973, Lyon entrevista a Kathy sobre el destino de los Vándalos.  Explica que Johnny se desanimó tras la muerte de su teniente Brucie en un accidente de tráfico, y que el club se volvió cada vez más violento tras la incorporación de veteranos drogadictos de la Guerra de Vietnam. En una fiesta, Cucaracho, un miembro veterano, es golpeado por los nuevos miembros cuando, borracho, expresa su deseo de dejar el club para convertirse en policía en motocicleta. Kathy casi es violada en grupo mientras Benny está ocupado; Johnny la rescata por poco. Furiosa, Kathy exige a Benny que abandone a los Vándalos. En cambio, la abandona durante varios días.
Cucaracho, temiendo por su vida, le pide ayuda a Johnny. Para que Cucaracha pueda salir sano y salvo del club, Johnny y Benny organizan un robo, donde le disparan en la pierna sin causarle la muerte. Después, Johnny le confiesa a Benny que el club se ha vuelto salvaje y violento y que ya no puede controlarlo. Perturbado por la creciente violencia del club y rechazando de nuevo la oferta de Johnny de ser el líder, Benny renuncia y se marcha de Chicago con destino desconocido.
El Chico, ahora miembro del capítulo de los Vándalos de Milwaukee, reta a Johnny a una pelea a cuchillo por el liderazgo de los Vándalos. En un estacionamiento, Johnny se enfrenta al Chico, quien saca una pistola y lo mata. Kathy le cuenta a Lyon que, después de que el Chico tomara el control de los Vándalos, se convirtieron en una gran pandilla criminal involucrada en el tráfico de drogas y el asesinato. Los miembros originales se alinearon, se fueron para buscar trabajos legales o murieron.
Benny regresa a casa tras enterarse de la muerte de Johnny y Kathy lo consuela. Él y Kathy se mudan a Florida, donde Benny trabaja como mecánico y ha dejado de andar en motocicleta. Kathy le dice a Lyon que son felices, y Benny no extraña la vida de motociclista. Mira por la ventana a Benny, quien sonríe al oír el sonido de las motocicletas.

## Reparto
- Jodie Comer como Kathy
- Austin Butler como Benny
- Tom Hardy como Johnny
- Michael Shannon como Zipco
- Mike Faist como Danny Lyon
- Norman Reedus como Funny Sonny
- Boyd Holbrook como Cal
- Damon Herriman como Brucie
- Beau Knapp como Wahoo
- Emory Cohen como Cockroach
- Karl Glusman como Corky
- Toby Wallace como The Kid
- Happy Anderson como Big Jack

## Producción
En octubre de 2018, Jeff Nichols reveló que había estado pensando en hacer una película de motociclistas ambientada en la década de 1960 durante cinco años, aunque en ese momento no tenía un guion, y mencionó la idea en el set de su cortometraje Long Way Back Home a Michael Shannon, quien supuestamente le dijo: "Has estado hablando de esa maldita idea durante tanto tiempo". Nunca vas a hacer esa [película]". Nichols escribió el guion a partir de su idea original de la historia y comenzó a formar el proyecto en 2022. New Regency comenzó a producirla en mayo de 2022. La película lleva el título del fotolibro de Danny Lyon de 1967.
En agosto de 2022 se anunció que Nichols también dirigiría la película, con Jodie Comer, Austin Butler y Tom Hardy como elegidos para el reparto. Michael Shannon, Boyd Holbrook y Damon Herriman se agregaron al elenco a finales de mes. Ese septiembre, Toby Wallace, Emory Cohen, Beau Knapp, Karl Glusman y Happy Anderson se unieron al elenco. Norman Reedus y Mike Faist se sumaron al elenco el mes siguiente.
La fotografía principal comenzó en Cincinnati, Ohio, en octubre de 2022 y concluyó en diciembre.

## Estreno
The Bikeriders se estrenó como película de apertura del 50.º Festival de Cine de Telluride el 31 de agosto de 2023. Su estreno en cines estaba previsto para el 1 de diciembre de 2023 a cargo de  Universal Pictures; sin embargo, fue retrasada sin fecha debido a la huelga SAG-AFTRA de 2023 y se estrenará el 21 de junio de 2024.